# Eurata tucumana
Eurata tucumana là một loài bướm đêm thuộc phân họ Arctiinae, họ Erebidae.